# Космос-2094
Космос-2094 је један од преко 2400 совјетских вјештачких сателита лансираних у оквиру програма Космос.
Космос-2094 је лансиран са космодрома Плесецк, СССР, 8. августа 1990. Ракета-носач Циклон-3 је поставила сателит у орбиту око планете Земље. Маса сателита при лансирању је износила 220 килограма. Космос-2094 је био комуникациони сателит.